# Gabriel Bibron

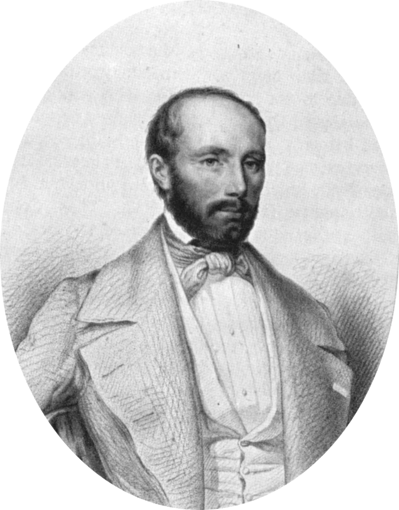
Gabriel Bibron

Gabriel Bibron (n. 20 octombrie 1805 la Paris - d. 27 martie 1848 la Saint-Alban-les-Eaux) a fost un zoolog și herpetolog francez.
În colaborare cu André Marie Constant Duméril, a studiat și clasificat un număr mare de specii de reptile.
Cei doi au întocmit o Herpetologie generală ("Erpétologie Générale"), o lucrare amplă, în zece volume, apărută în perioada 1834 - 1854.
Sub conducerea lui Jean Baptiste Bory de Saint-Vincent, a participat la expediția militară franceză în Peloponez în perioada 1828 - 1833, în cadrul Războiului de Independență al Greciei.
A murit la numai 42 de ani ca urmare a unei tuberculoze.